# Chetostoma californicum
Chetostoma californicum är en tvåvingeart som först beskrevs av Blanc 1959.  Chetostoma californicum ingår i släktet Chetostoma och familjen borrflugor. Inga underarter finns listade i Catalogue of Life.